# Старое кладбище Феодосии
Городское кладбище города Феодосия, Всесвятское кладбище, 1-е городское кладбище — городское кладбище Феодосии (ул. Назукина, 17). После открытия нового городского кладбища на Лесопарковой улице называется Старым. Также известно как 1-е городское кладбище. На Старом феодосийском кладбище находится 18 исторических памятников, которые взяли на государственный учёт ещё в 1984 году, здесь захоронения четырёх почётных граждан Феодосии — Н. С. Барсамова, И. С. Мокроуса, П. К. Поварниной, Н. В. Старшинова.
При кладбище находится храм Всех Святых.
Обновлён информационный стенд, расположенный слева от главного входа на кладбище и содержащий план-схему некрополя и описание выявленных захоронений и памятников наиболее значимых феодосийцев, проводятся экскурсии.

## История
Указано уже на плане 1817 года, окружающая местность обозначена как разночинный форштадт (пригород). По сведениям феодосийского краеведа Р. С. Лихотворика самое старое захоронение датируется 1814 годом.
На плане 1908 года указано христианским, в городе существовало ещё несколько иноверческих кладбищ.
Церковь Всех Святых на городском христианском кладбище была построена в 1884 году по проекту капитана инженерной службы Российского флота Матвея Соломоновича Нича. Он же был её фактическим строителем. Освящение церкви состоялось 29 апреля 1885 года. В этом же году М. С. Нич скончался и был похоронен на кладбище недалеко от церкви.
В 1903 году на территории кладбища сыновьями известного феодосийского купца Ильи Непомнящего в память об отце был построен фонтан, после реставрации он вновь работает  Объект культурного наследия народов РФ регионального значения. Рег. № 911710935040005 (ЕГРОКН).
В 1961 году умер настоятель церкви Всех Святых отец Евгений (Руденко), он был похоронен на территории кладбища. Церковь закрыли как «аварийное здание» и вскоре взорвали силами военных служб.
В 1978 году кладбище было закрыто, как исчерпавшее возможности для новых захоронений.
В 1992 году община церкви Всех Святых была воссоздана при Украинской Православной Церкви Московского Патриархата, в период 1999—2005 было восстановлено здание церкви.
19 мая 2018 года была открыта интерактивная план-схема всего кладбища, с разбивкой на сектора. Всего 10 секторов. Обозначены все захоронения и памятники архитектуры, внесённые на государственный учёт. Нанесены могилы знаковых личностей и другие памятные места. Отдельным списком вынесены фамилии известных деятелей, чьи могилы не сохранились.

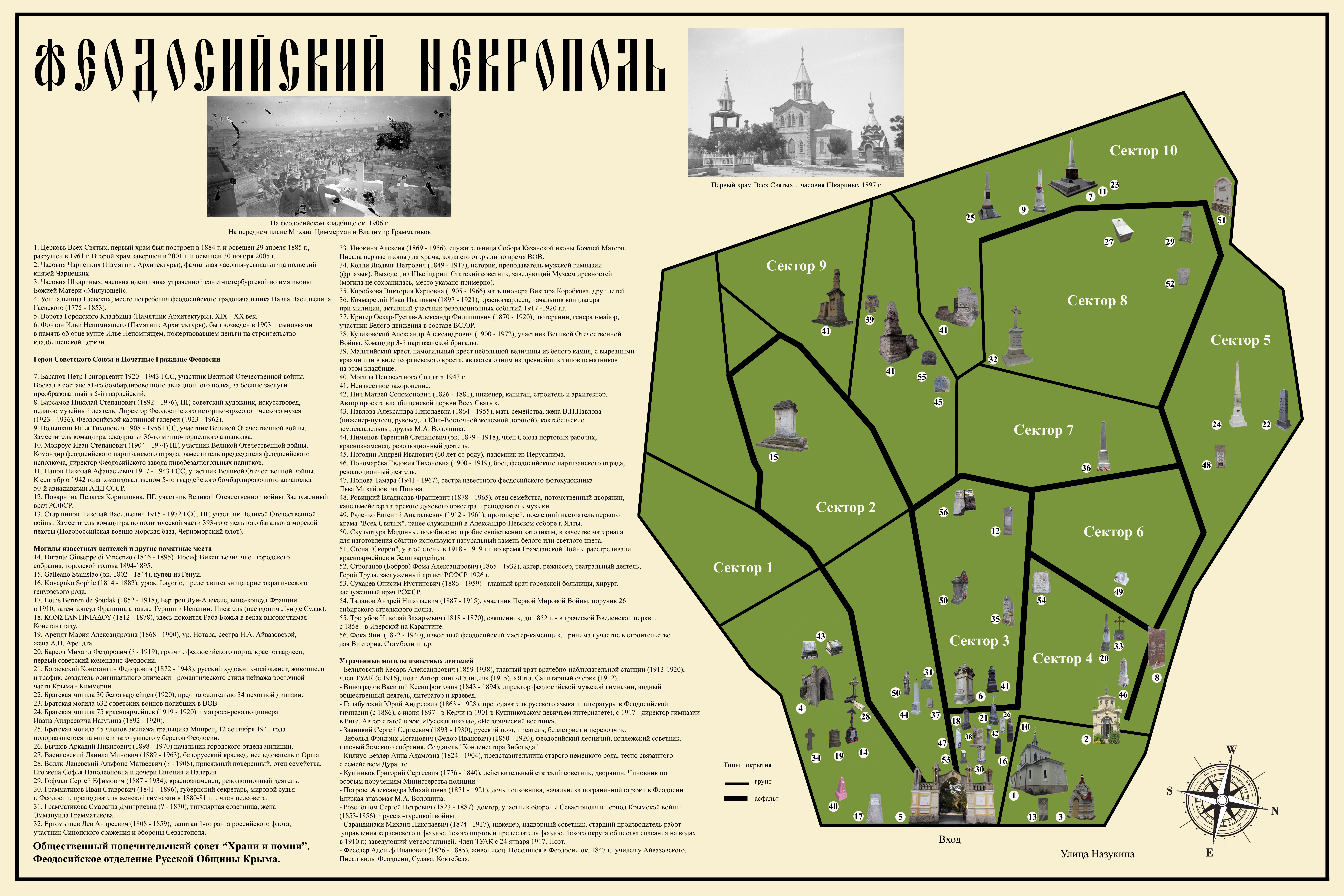
План-схема

## Известные захоронения и другие памятники культурного наследия
- Главные ворота  Объект культурного наследия народов РФ регионального значения. Рег. № 911710935030005 (ЕГРОКН)
- Склеп-часовня князей Чарнецких  Объект культурного наследия народов РФ регионального значения. Рег. № 911710935100005 (ЕГРОКН)
- Братская могила 75 красноармейцев (1919), партийных и советских работников, погибших в борьбе за установление Советской власти в Феодосии и её окрестностях. Среди похороненных — Иван Назукин[9], в 1926 году на могиле установлен обелиск. Объект культурного наследия народов РФ регионального значения. Рег. № 911710935050005 (ЕГРОКН)
- Братская могила 30 белогвардейцев (1920). Среди похороненных студент военно-медицинской академии Леонид Фридрихович Дебеле (1899—1920).
- Братская могила советских воинов, погибших в 1941—1944 годах, всего 632 воина[10], в том числе и Панов Н. А.  и Баранов П. Г.. Объект культурного наследия народов РФ регионального значения. Рег. № 911710935060005 (ЕГРОКН)
- Братская могила моряков БТЩ «Минреп» (1941) — 45 человек
- Барсамов, Николай Степанович (1892—1976) — художник  Объект культурного наследия народов РФ регионального значения. Рег. № 911710935190005 (ЕГРОКН)
- Богаевский, Константин Федорович (1872—1944) — художник[11] Объект культурного наследия народов РФ регионального значения. Рег. № 911710935110005 (ЕГРОКН)
- Виноградов, Василий Ксенофонтович (1843—1894) — директор Феодосийской мужской гимназии (могила утрачена)
- Волынкин, Илья Тихонович (1908—1956) — советский лётчик, участник Великой Отечественной войны
- Зибольд, Фридрих Иоганович (Фёдор Иванович) (1850—1920) — учёный-лесовод, создатель Чаши Зибольда (могила утрачена)
- Ергомышев, Лев Андреевич (1805—1859) — участник Крымской войны, командир линейного корабля «Великий князь Константин» при Синопском сражении, капитан І ранга. Объект культурного наследия народов РФ регионального значения. Рег. № 911710935140005 (ЕГРОКН)
- Колли, Людвиг Петрович (1847—1917) — педагог, директор Феодосийского музея древностей (могила утрачена в 1930-е годы)[12]
- Гофман С. Ф. борец за Советскую власть  Объект культурного наследия народов РФ регионального значения. Рег. № 911710935130005 (ЕГРОКН)
- Кочмарский Иван Иванович борец за Советскую власть  Объект культурного наследия народов РФ регионального значения. Рег. № 911710935150005 (ЕГРОКН)
- Пименов Т. С. борец за Советскую власть  Объект культурного наследия народов РФ регионального значения. Рег. № 911710935180005 (ЕГРОКН)[13]
- Пономарева Е. Т. боец феодосийского молодежного отряда, борец за Советскую власть  Объект культурного наследия народов РФ регионального значения. Рег. № 911710935170005 (ЕГРОКН)
- Мокроус, Иван Степанович (1904—1972) — командир Феодосийского партизанского отряда в годы Великой Отечественной войны, заместитель Председателя Феодосийского горисполкома (1944—1951) Объект культурного наследия народов РФ регионального значения. Рег. № 911710935200005 (ЕГРОКН)
- Старшинов, Николай Васильевич (1915—1972) — писатель, капитан 1 ранга .

## Галерея

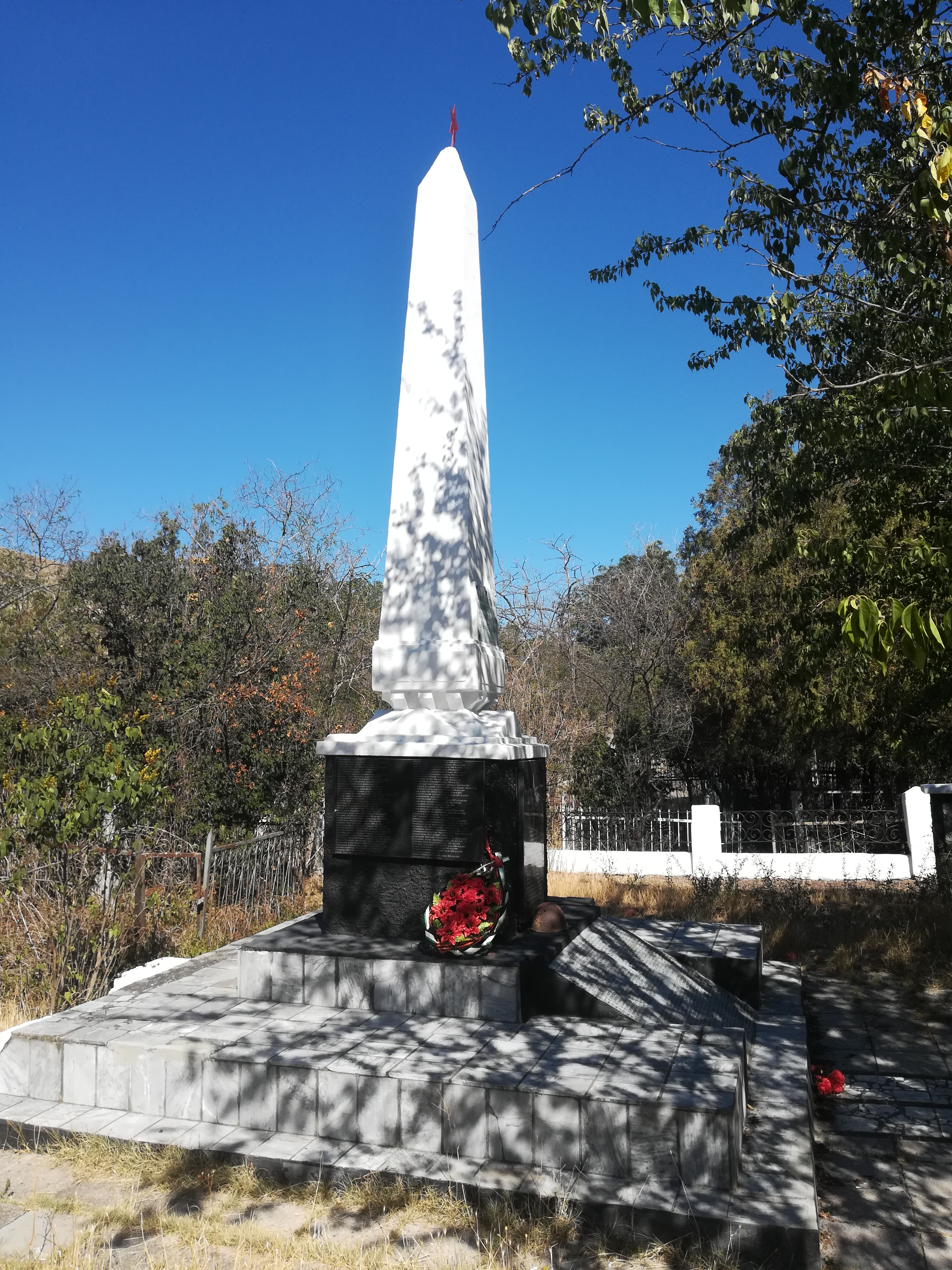
Братская могила советских воинов
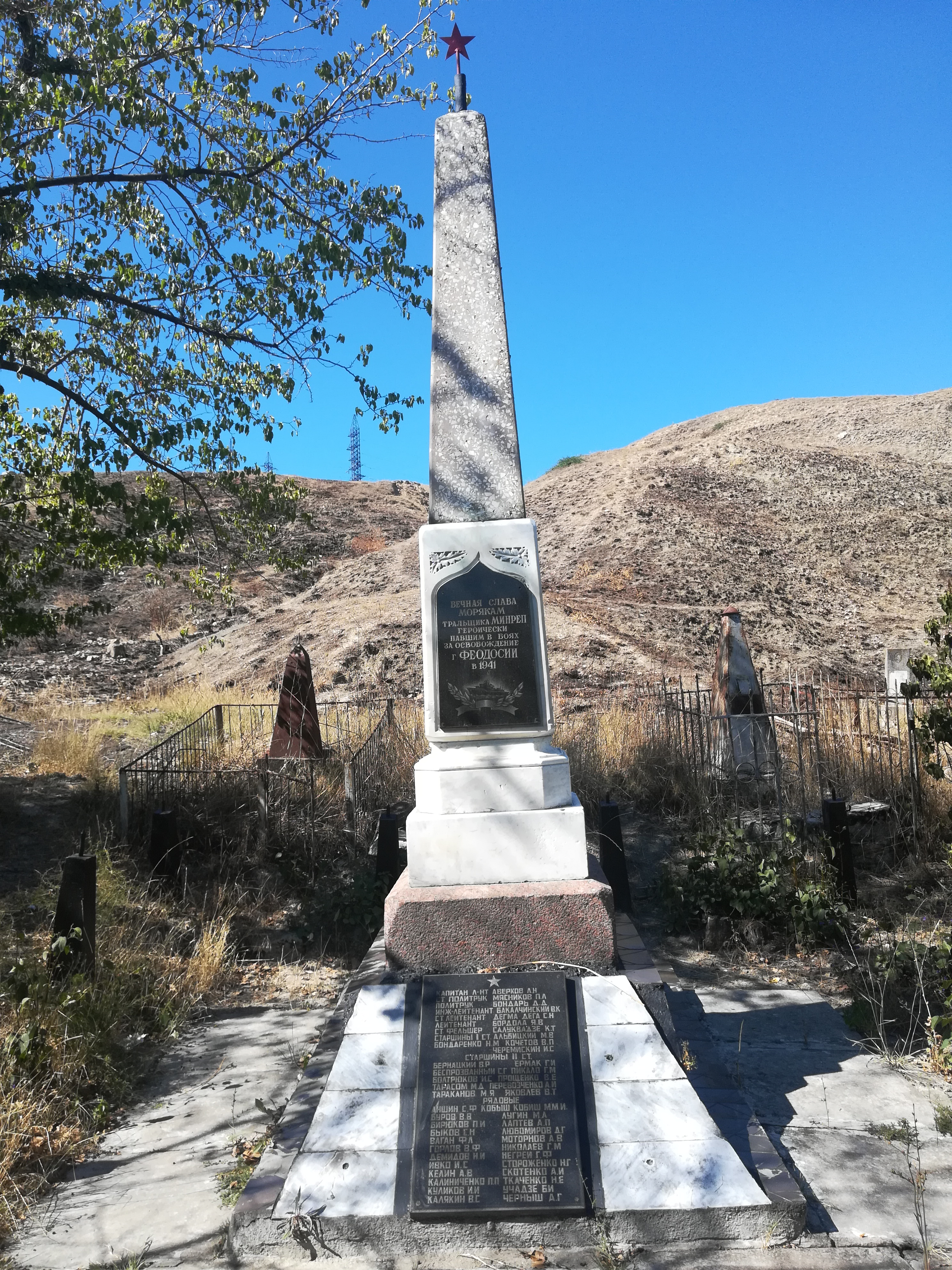
Братская могила моряков тральщика «Минреп»
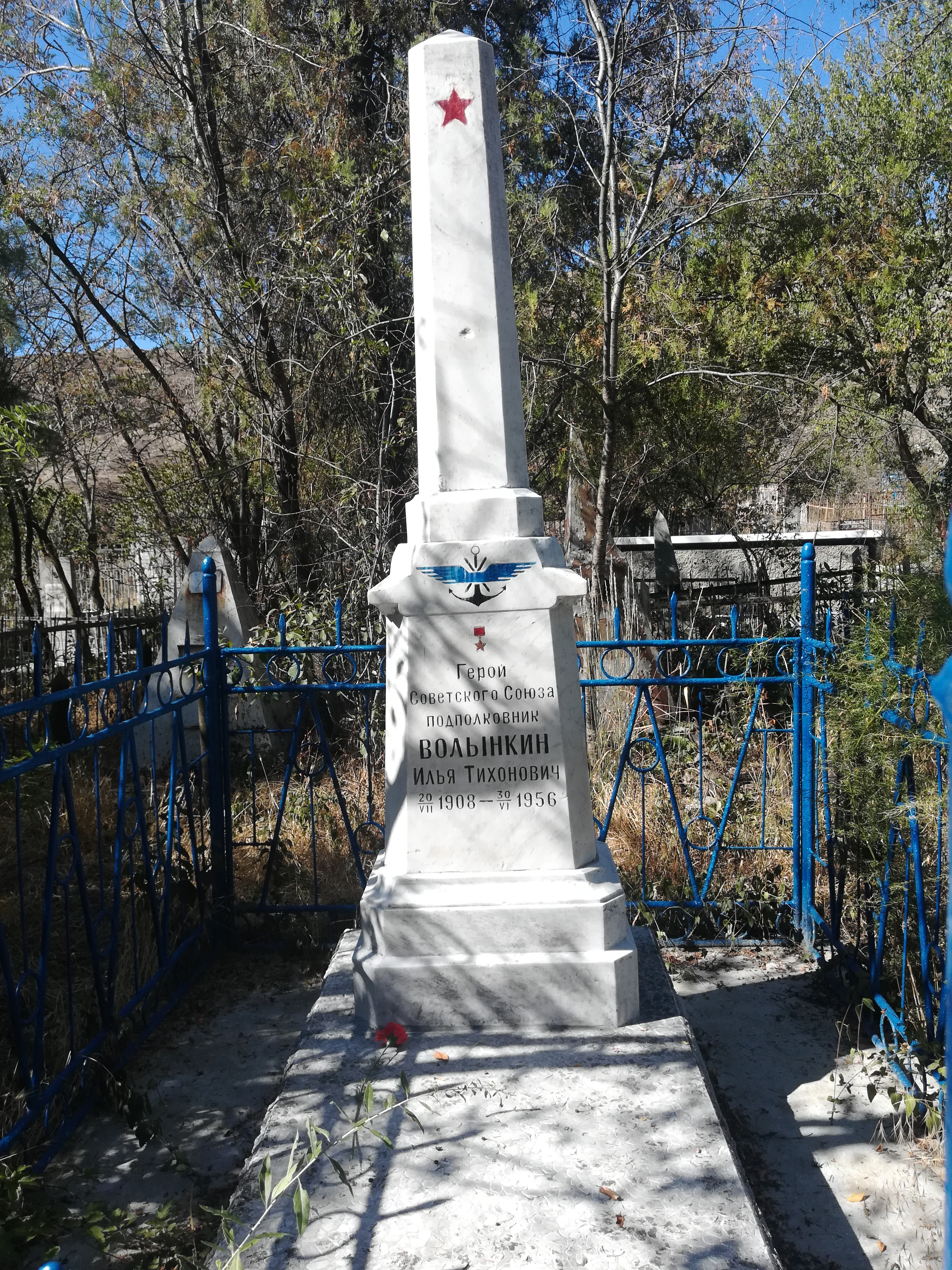
Могила Героя Советского Союза И. Т. Волынкина
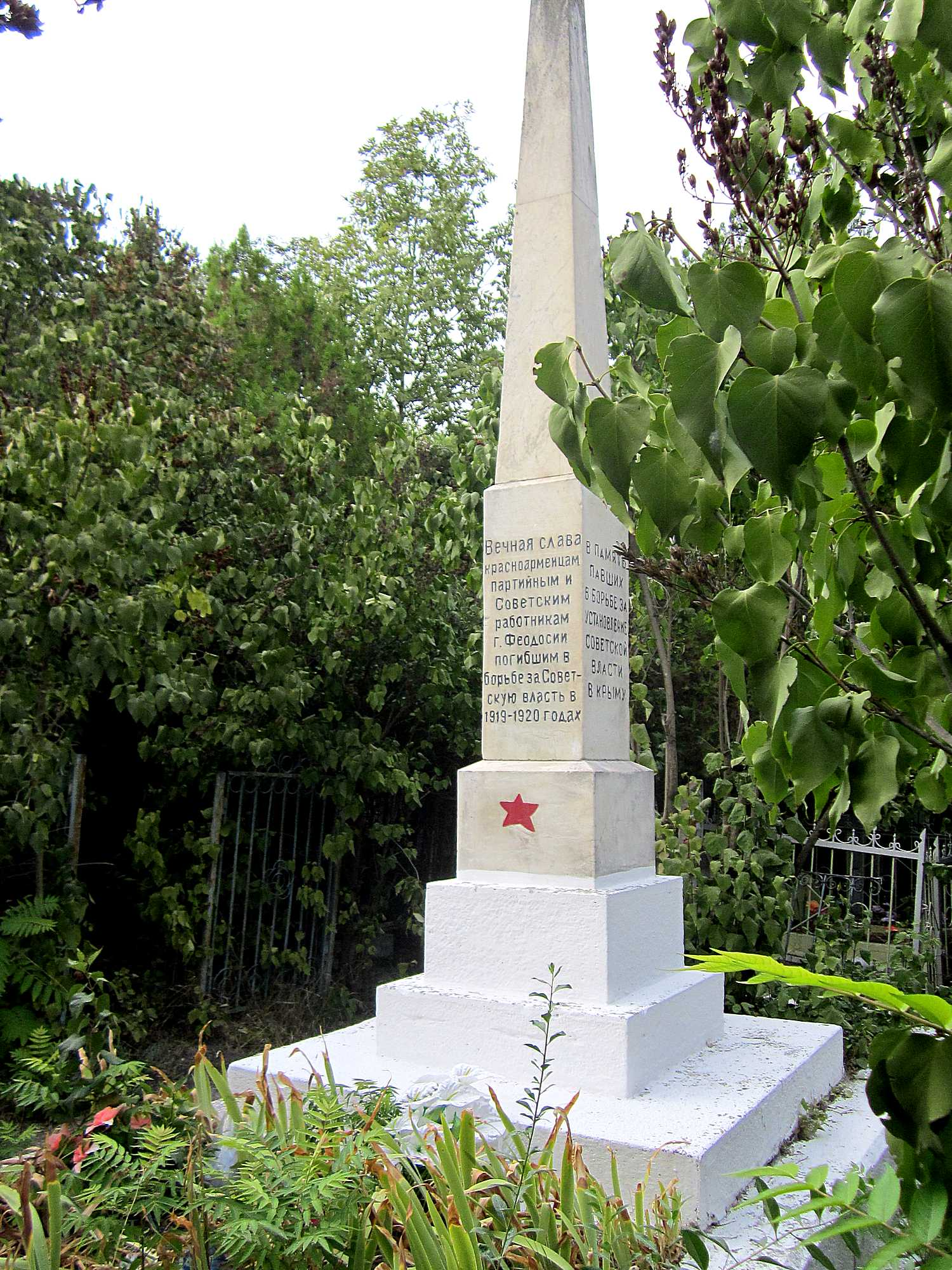
Братская погибших в борьбе за установление Советской власти
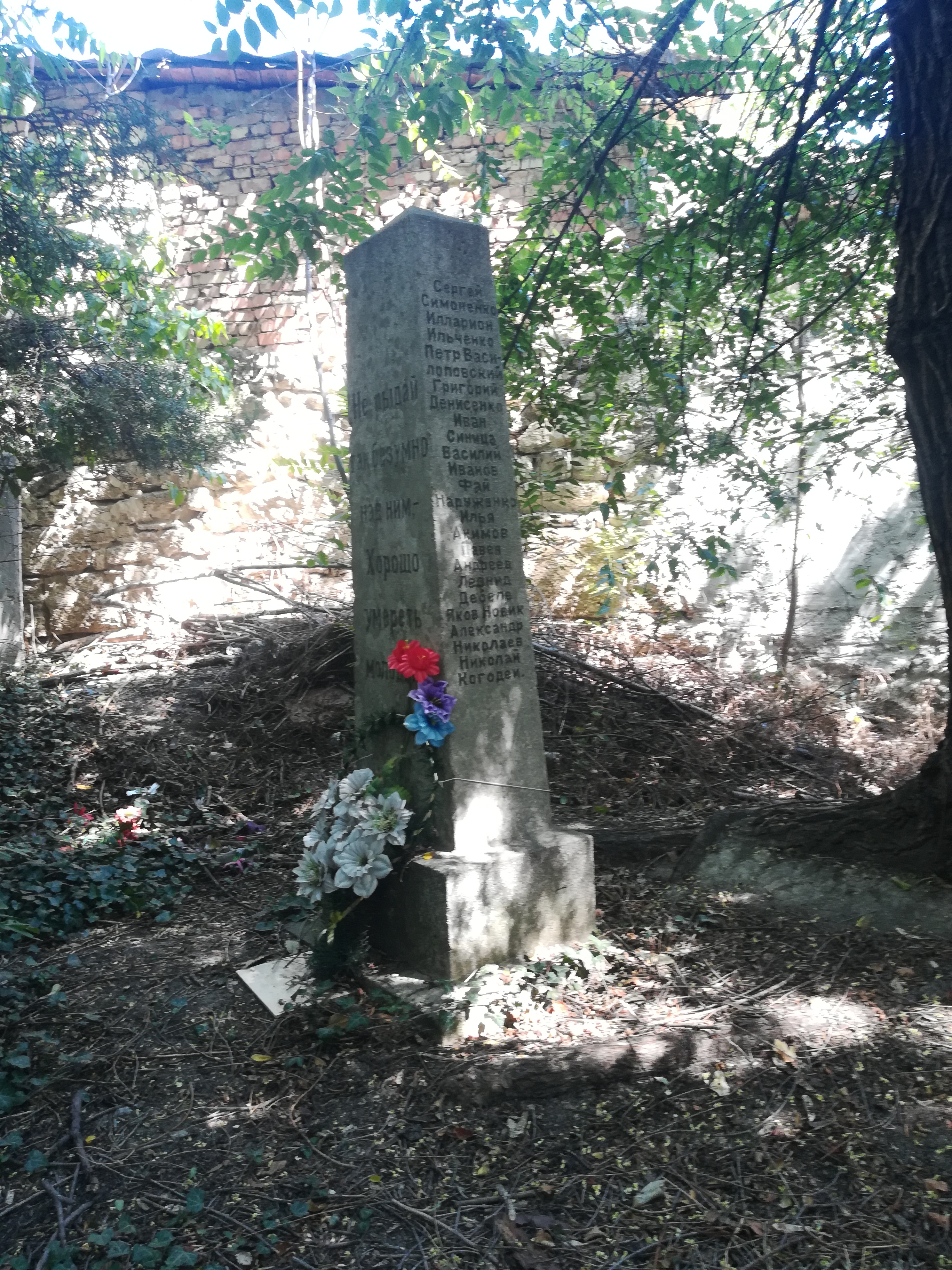
Братская могила белогвардейцев
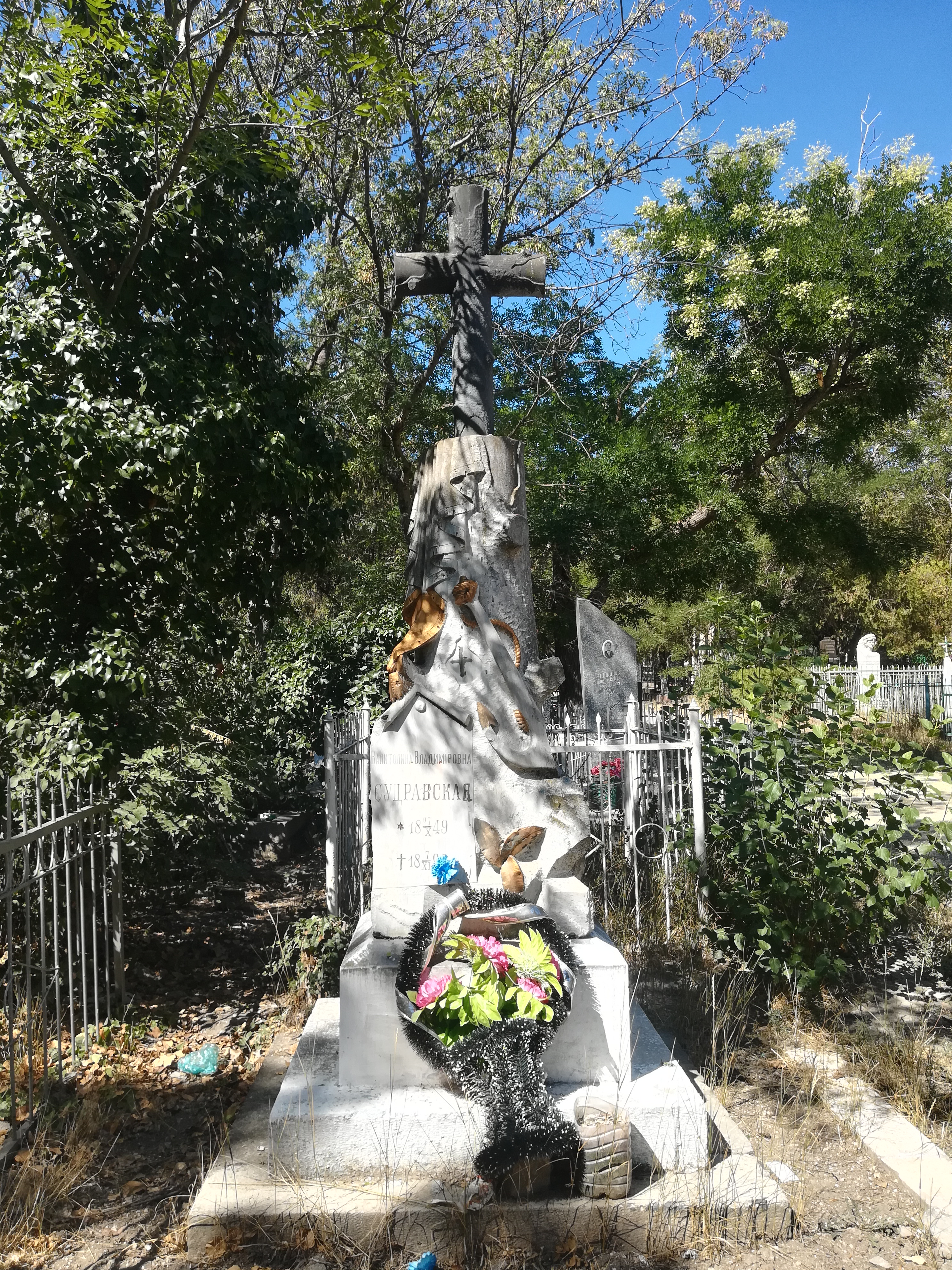
могила К. Судравской
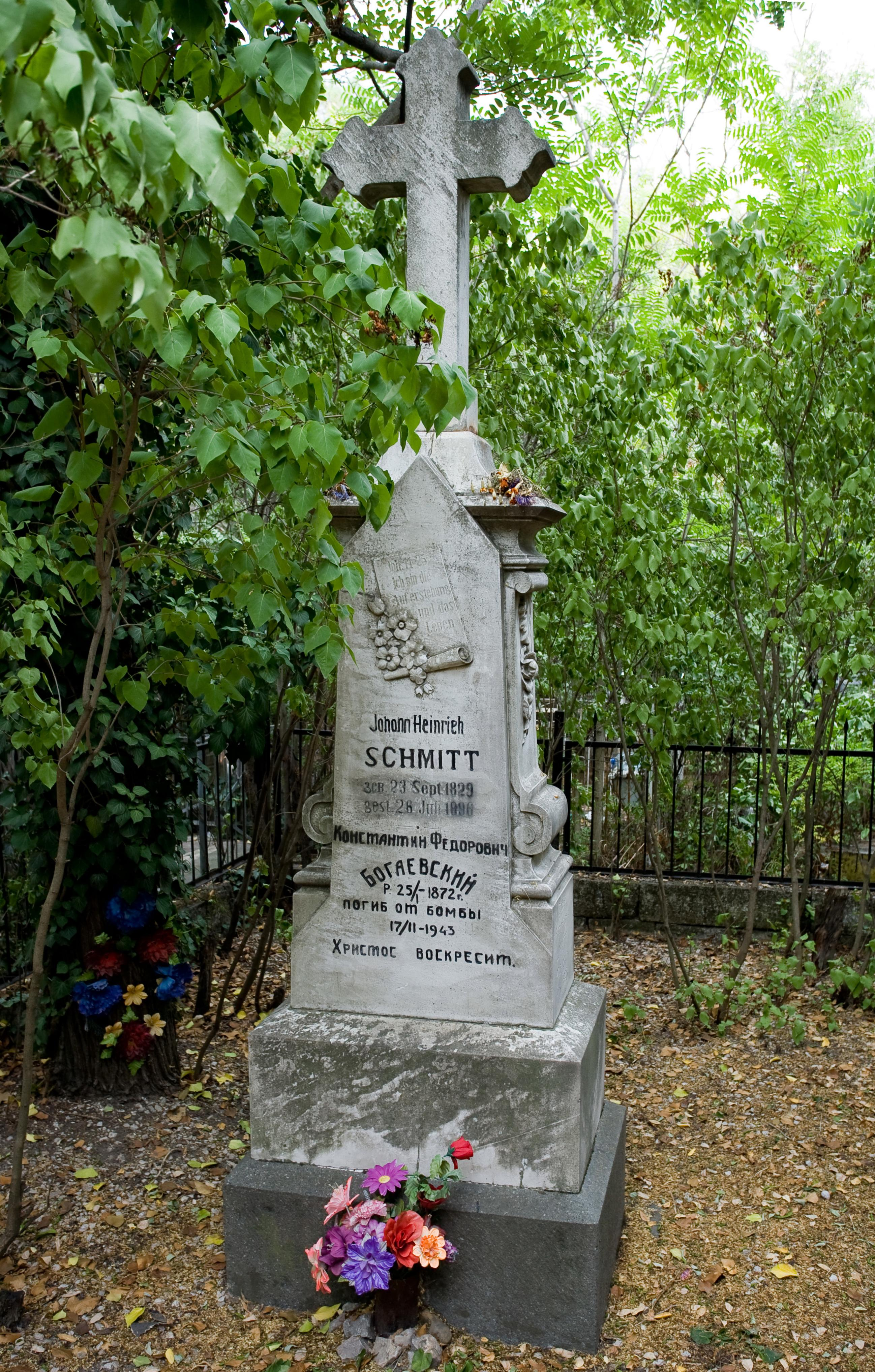
Могила К. Богаевского
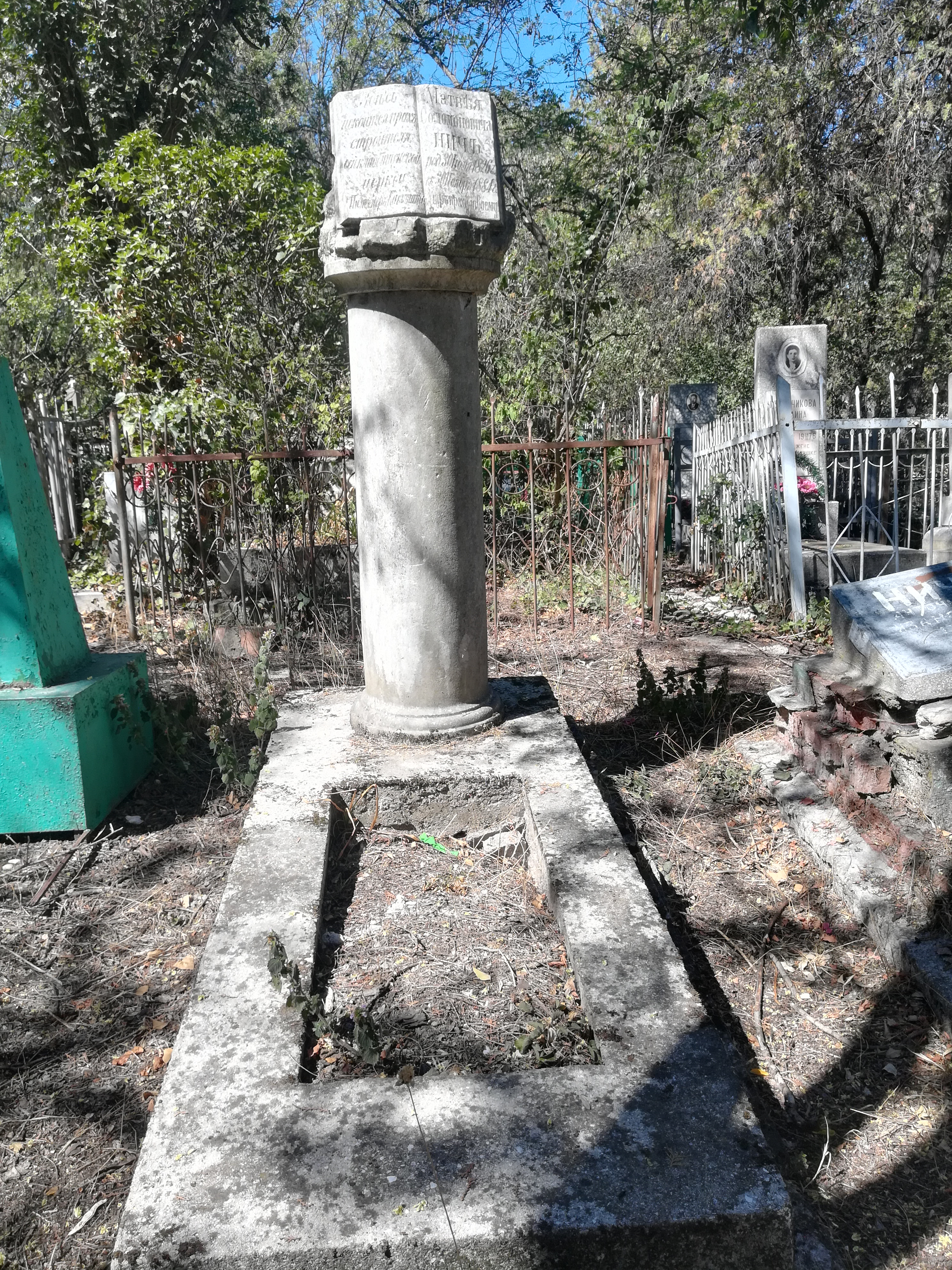
могила Нича
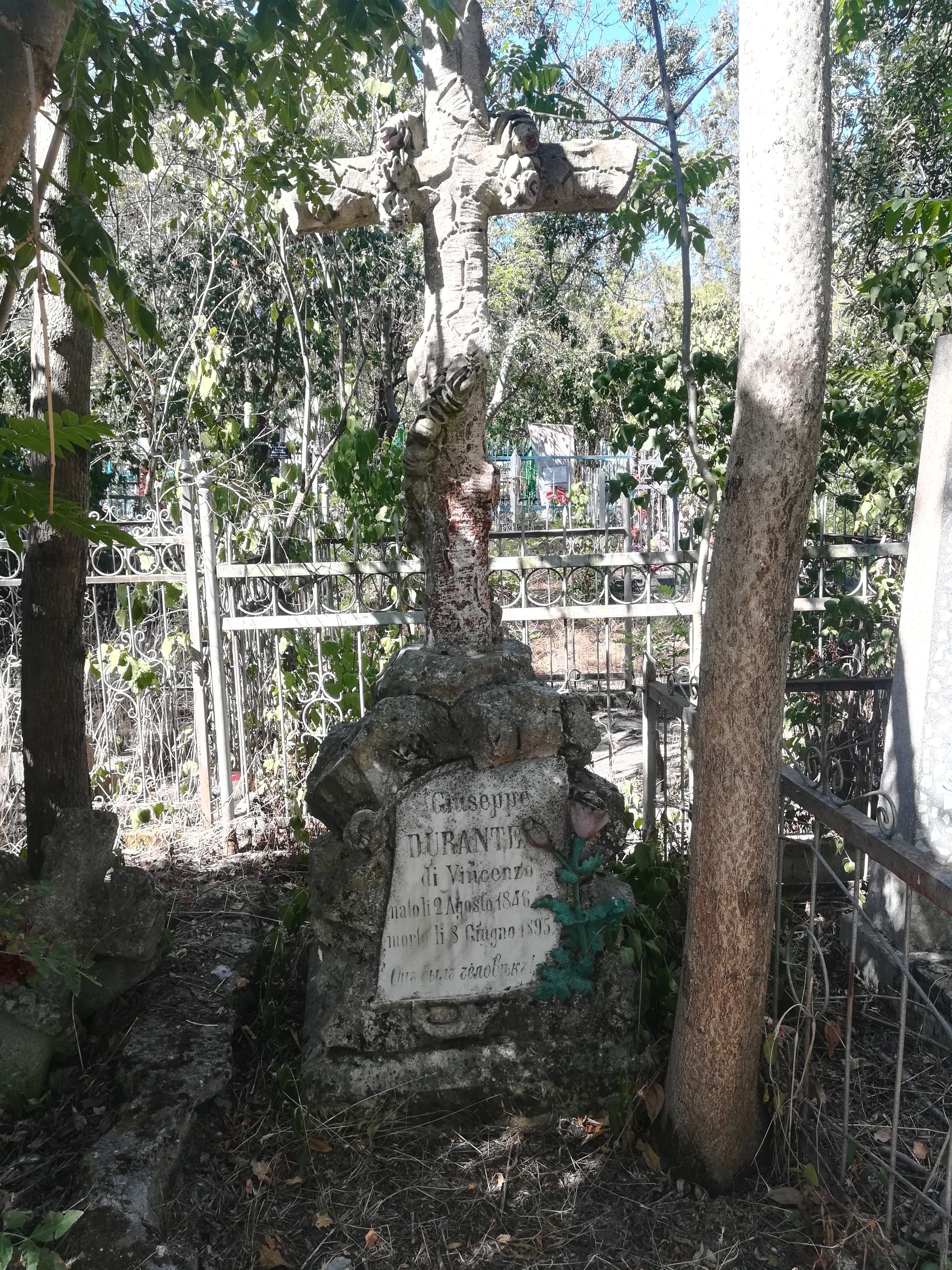
могила Джузеппе Дуранте
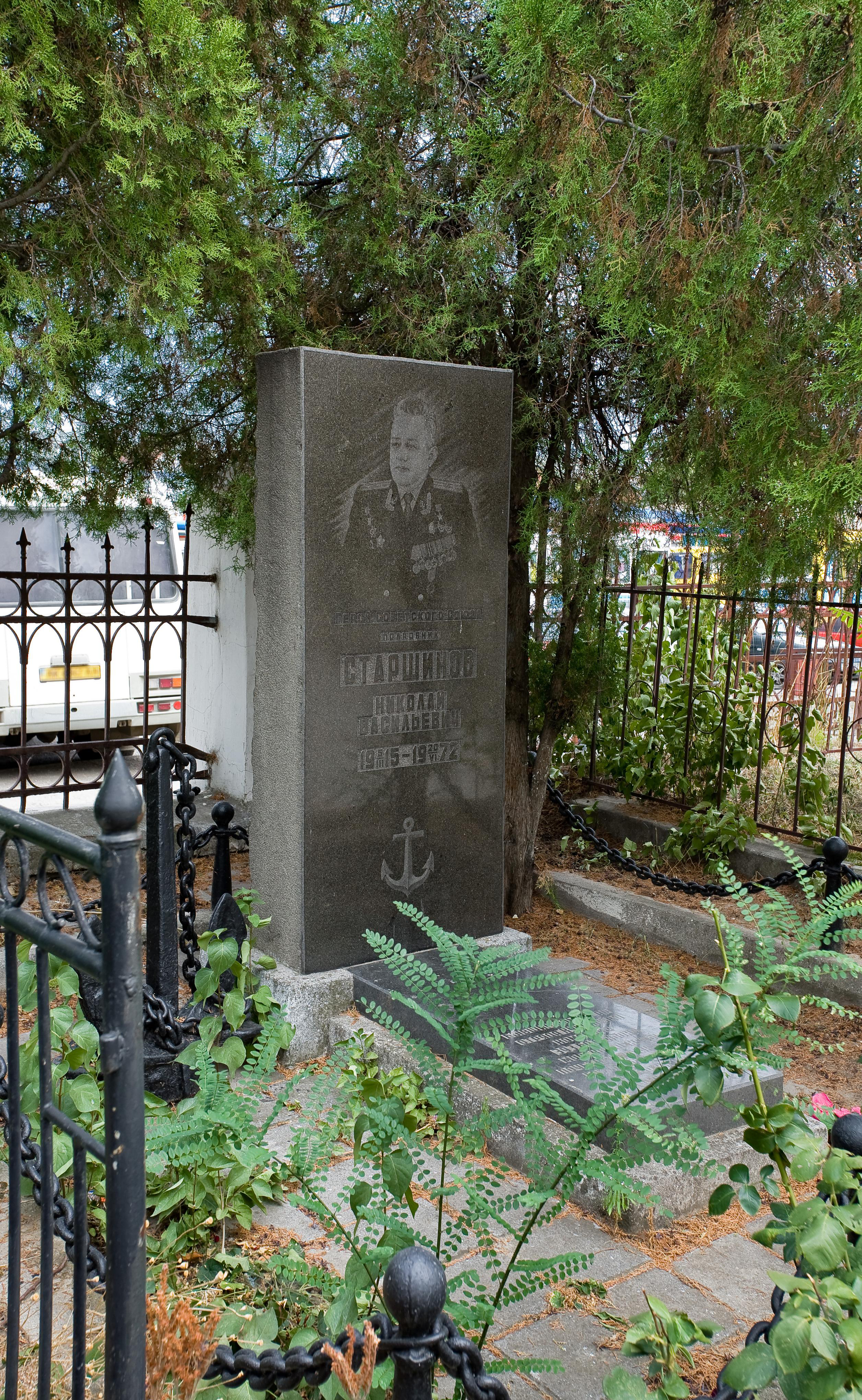
Могила Героя Советского Союза Н. В. Старшинова
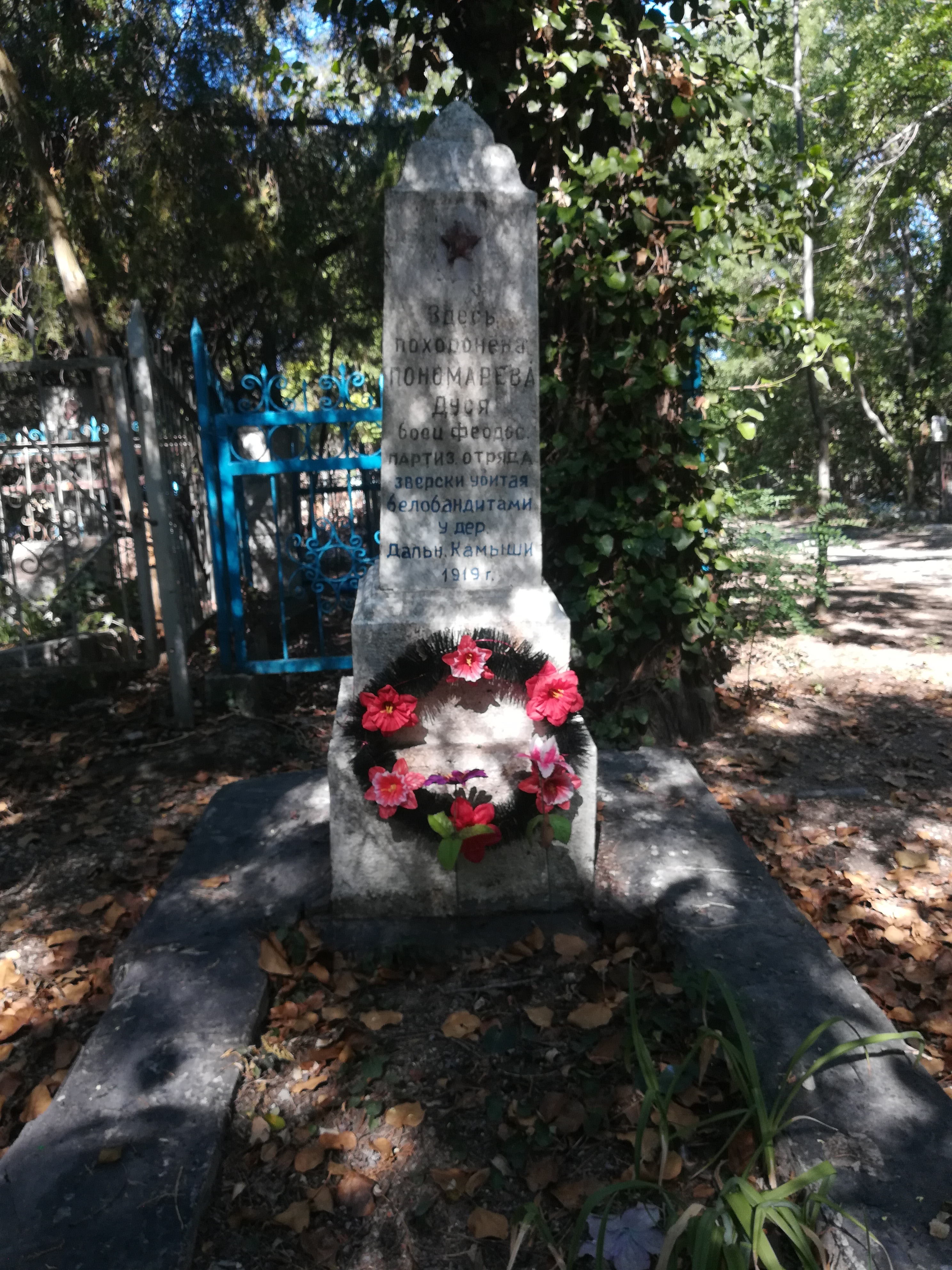
могила Дуси Пономарёвой
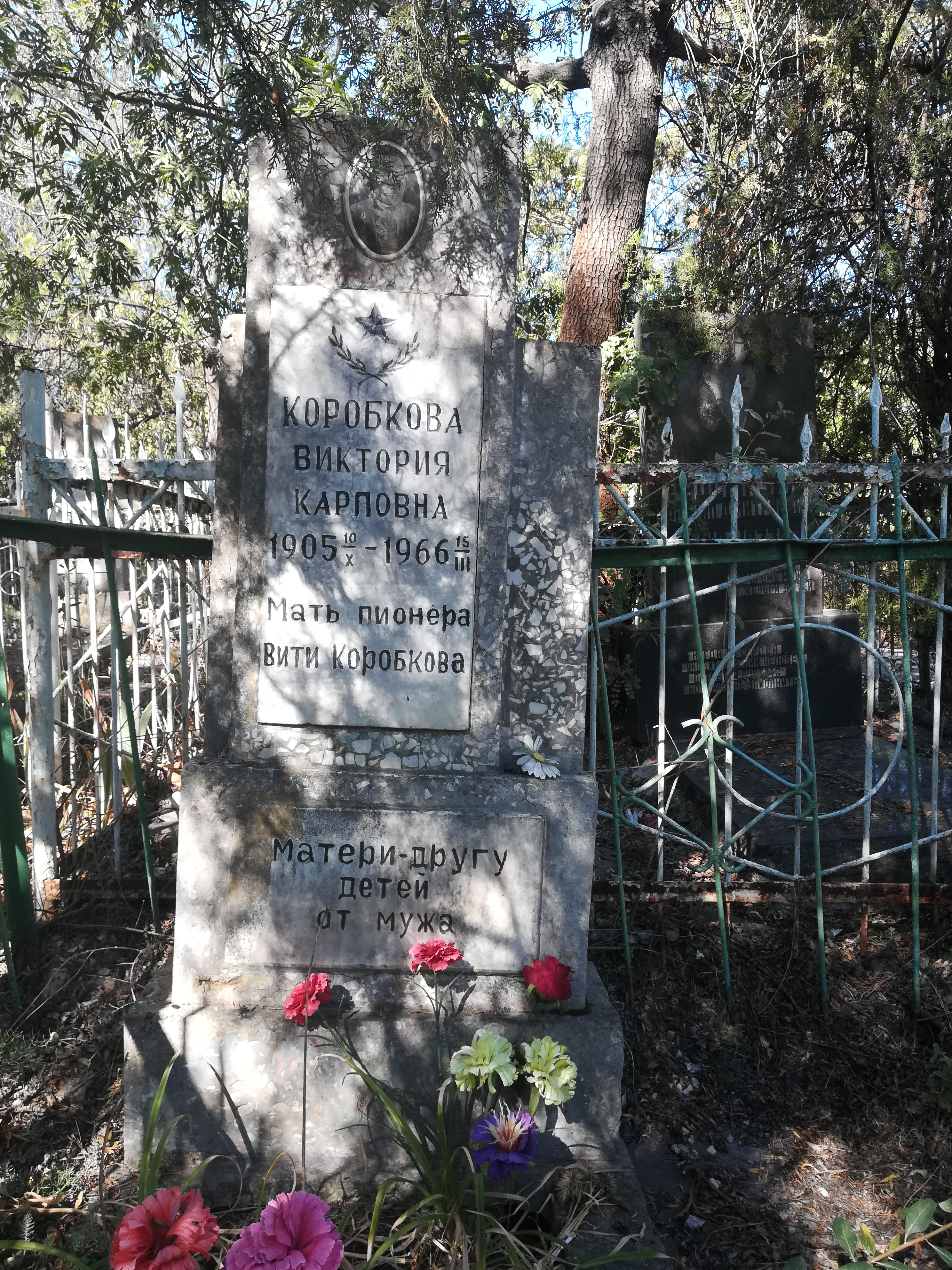
могила Коробковой
Могила И. С. Мокроуса

## В литературе
«Над могилой В. К. Виноградова»
Да, он умер… Полны изумленья,
Мы стоим пред могилой немой,
Будто здесь отдохнул от мученья
Кто-то близкий, любимый, родной…
М. Волошин